# Edison Pettit
Pour les articles homonymes, voir Pettit.
Edison Pettit (22 septembre 1889 – 6 mai 1962) était un astronome américain.
Il est né à Peru dans le Nebraska. Il étudia l'astronomie à l'Université Washburn à Topeka de 1914 à 1918. Il épousa Hannah Steele, assistante à l'observatoire Yerkes, et obtint son Ph.D. à l'université de Chicago en 1920.
Peu de temps après, il fut embauché à l'observatoire du Mont Wilson. Il se spécialisa d'abord en astronomie solaire et construisit ses propres thermocouples. Il fit également des observations visuelles de Mars et de Jupiter. Même en retraite, il continua à fabriquer des spectrographes pour plusieurs observatoires dans son atelier personnel.
Un cratère sur la Lune (en) et un autre sur Mars (en) portent son nom.